# Comisión de Antigonish
La Comisión de Antigonish (1945) fue una comisión senatorial constituida por siete puertorriqueños profesionales dedicados al movimiento cooperativista en Puerto Rico que fueron a Antigonish, de Nueva Escocia (Canadá), para estudiar el movimiento social impulsado allí por el Padre Joseph Alexander MacDonald.

## Antecedentes
A principios de la década de los 40, el movimiento cooperativista se enfrentaba con una mengua de más de la mitad de cooperativas del país. Para el año 1941, Ana María O'Neill, profesora de teoría del cooperativismo en la Universidad de Puerto Rico, viajó en sabática a los Estados Unidos y al Canadá. En estos viajes, en que conoció a Monseñor Moses Coady en un programa de extensión para adultos de la Universidad de San Francisco Javier, de Nueva Escocia, conoció el Movimiento Social de Antigonish, cuyos diferentes proyectos le presentó Coady: educación de adultos, cooperativas, microfinanzas y desarrollo rural de las comunidades pertenecientes a la zona marítima.
A su vuelta a Puerto Rico, Ana María O'Neill pudo invitar a Moses Coady a dar unas conferencias en la universidad, pero por motivos de su salud cardíaca delicada, él envió al Padre Joseph Alexander MacDonald. Éste ofreció cursos en el verano de 1945 y su primera conferencia sobre los programas de extensión para adultos y cooperativismo. Continuó las conferencias el siguiente verano. Estos cursos de transformación económica lograron interesar incluso al presidente del senado, Luis Muñoz Marín, quien por su parte gestionó para que una comisión oficial visitara Antigonish para conocer más de cerca el movimiento propuesto por el grupo de sacerdotes de la Universidad San Francisco Xavier, y mirar por adaptar sus conocimientos al movimiento cooperativista en Puerto Rico.

## Integrantes
La Comisión de Antigonish contó con la participación de estas personas:
- Los legisladores Agustín Burgos y Mario Canales;
- Ramón "Moncho" Colón Torres y Guillermo Serra, economistas de la Estación Experimental Agrícola de la Universidad de Puerto Rico;
- Antonia Cerame, profesora de la Facultad de Ciencias Sociales de la Universidad de Puerto Rico;
- Héctor Zayas Chardón, alto funcionario del Servicio de Extensión Agrícola;
- José F. Beauchamp, jefe de la División de Cooperativas de la Administración de Reconstrucción de Puerto Rico.[2]

## Señalamientos
En acuerdo, los integrantes de la comisión declararon que las condiciones socioeconómicas que habían conocido en Canadá se parecían a las puertorriqueñas, por lo que propusieron un programa bien parecido: se iniciaría el uso del cooperativismo como herramienta de renovación y educación para adultos.
La comisión se encargó de nombrar críticamente algunos defectos del movimiento cooperativo de Puerto Rico y recomendar las debidas correcciones.

### Puntos negativos
1. Faltaba una orientación social definida del cooperativismo. En especial en su calidad de educador y renovador de las masas.
2. Faltaba un programa educativo dirigido a la orientar a los socios sobre la filosofía del cooperativismo.
3. Faltaban sistemas de fiscalización y contabilidad adecuados.
4. Escaseaba la orientación sobre los tipos o clases de cooperativas.
5. Faltaba una legislación adecuada sobre cooperativas que contribuyera a corregir deficiencias.

### Recomendaciones
1. Aprobar una Ley General de Cooperativas (Ley Núm. 291 del 9 de abril de 1946: Ley General de Sociedades Cooperativas).
2. Aprobar una ley para reglamentar las cooperativas de ahorro y crédito.
3. Crear una oficina de gobierno en Puerto Rico para reglamentar y fiscalizar las cooperativas organizadas.
4. Crear un departamento de cooperativas para laborar en el fomento y en la educación cooperativistas.
5. Incorporar cursos sobre cooperativismo en las escuelas públicas de la isla y un programa de extensión (hoy día, el Instituto de Cooperativismo de la Universidad de Puerto Rico).
6. Crear una agencia local para extender crédito a las cooperativas.

## Resultados
Las recomendaciones de la comisión fueron la base para la legislación de las leyes cooperativas para los próximos diez años después de la visita. Heredado de las prácticas canadienses, el énfasis en la educación solidificó la organización cooperativa. 
- El 16 de julio de 1948 se organizó la Liga de Cooperativas de Puerto Rico, el nivel más alto del Movimiento Cooperativo Puertorriqueño.
- En 1950 se organizó la Federación de Cooperativas de Ahorro y Crédito (que se desharía en 1992).
- En 1953 se creó el Instituto de Cooperativismo de la Universidad de Puerto Rico.
- En 1957 se estableció el Programa de Cooperativas Juveniles en el Departamento de Instrucción Pública, y se creó la Administración de Fomento Cooperativo.[3]